# Кубок наслідного принца Катару 2010
Кубок наслідного принца Катару 2010 — 16-й розіграш турніру. Матчі відбулися з 18 по 24 квітня 2010 року між чотирма найсильнішими командами Катару сезону 2009—10. Титул переможця змагання виборов клуб Аль-Гарафа, котрий з рахунком 5:0 переміг у фіналі Аль-Арабі.
| Володар Кубка наслідного принца Катару 2010 |
| ------------------------------------------- |
|                                             |
| Аль-Гарафа Другий титул                     |

## Формат
У турнірі взяли чотири найуспішніші команди Чемпіонату Катару 2009-10.
- Чемпіон — «Аль-Гарафа»
- Віце-чемпіон — «Ас-Садд»
- Бронзовий призер — «Аль-Арабі»
- 4 місце — «Катар СК»

## Півфінали
| 18 квітня 2010 18:45 (EEST) |

| Ас-Садд | 0:1      | Аль-Арабі  |
| ------- | -------- | ---------- |
|         | Протокол | Каборе 64' |

| Яссім бін Хамад, Доха |

| 19 квітня 2010 18:45 (EEST) |

| Аль-Гарафа                 | 2:1      | Катар СК |
| -------------------------- | -------- | -------- |
| Аль-Заїн 15' Клемерсон 30' | Протокол | Сорія 4' |

| Яссім бін Хамад, Доха |

## Фінал
| 24 квітня 2010 18:45 (EEST) |

| Аль-Арабі | 0:5      | Аль-Гарафа                                        |
| --------- | -------- | ------------------------------------------------- |
|           | Протокол | Клемерсон 3', 49' Махмуд 15', 44' Аль-Шаммарі 90' |

| Яссім бін Хамад, Доха Глядачів: 12 896 |